# Lili Reinhart
Lili Pauline Reinhart (sinh ngày 13 tháng 9 năm 1996) là một nữ diễn viên người Mỹ. Cô được biết đến với vai Betty Cooper trong bộ phim truyền hình dành cho tuổi teen Riverdale (2017–hiện tại) và Annabelle trong bộ phim hài kịch tội phạm đen Hustlers của Lorene Scafaria (2019). Năm 2020, cô đóng vai Grace Town trong Chemical Hearts, bộ phim chuyển thể từ tiểu thuyết Our Chemical Hearts của Krystal Sutherland.

## Đầu đời
Reinhart sinh ra ở Cleveland, Ohio và lớn lên ở thị trấn Bay Village gần đó. Cô là người gốc Đức và Pháp và đã nói rằng tên họ của cô ấy có nguồn gốc từ Đức. Cô bắt đầu yêu thích ca hát, diễn xuất và khiêu vũ từ năm 10 tuổi và nhờ mẹ chở đến thành phố New York để thử giọng. Sau đó, Reinhart chuyển đến Los Angeles khi 18 tuổi để theo đuổi diễn xuất và gần như đã bỏ cuộc sau 5 tháng.

## Sự nghiệp
Reinhart đóng vai chính trong phi công của bộ phim truyền hình Scientastic! (2010) và diễn viên khách mời trong bộ phim truyền hình Law & Order: Special Victims Unit (2011). Cô cũng đóng vai chính trong các bộ phim Lilith (2011), Not Waving But Drowning (2012), The Kings of Summer (2013), Gibsonburg (2013), Forever's End (2013), Miss Stevens (2016) và The Good Neighbor (2016).
Vào ngày 9 tháng 2 năm 2016, Reinhart được chọn vào vai Betty Cooper trong bộ phim truyền hình tuổi teen Riverdale của kênh The CW dựa trên các nhân vật trong loạt truyện Archie Comics. Nhà sáng tạo Roberto Aguirre-Sacasa ban đầu tìm kiếm Kiernan Shipka cho vai diễn này sau khi xem màn trình diễn của cô ta trong phim Mad Men. Reinhart đã thử vai hai lần, lần đầu tiên gửi một đoạn băng thử giọng từ nhà của cô ở North Carolina trước khi đích thân xuất hiện một tháng sau đó. Bộ phim được công chiếu lần đầu vào ngày 26 tháng 1 năm 2017 và vào tháng 2 năm 2021, bộ phim được gia hạn thêm mùa thứ sáu. Trước đây, Reinhart từng tham gia bộ phim sitcom Surviving Jack của Fox.

## Đời tư
Reinhart theo đạo Thiên Chúa giáo. Cô tập thiền và đang được đào tạo để trở thành một người chữa bệnhreiki. Reinhart được chẩn đoán mắc chứng trầm cảm ở tuổi 14 và cô cũng mắc chứng lo âu và rối loạn hình thể. Và o tháng 6 năm 2020, cô ấy công khai là người song tính vào tháng 6 năm 2020.